# Dinastía Satavájana
Los śātavāhanas fueron una antigua dinastía que gobernó sobre los territorios de lo que actualmente son los estados indios de Andhra Pradesh, Mahārāṣṭra, Madhya Pradesh y Chattisgarh, a partir del año 230 a. C. aproximadamente.
Se ignora con exactitud en qué época se puede hablar del fin de esta dinastía, pero está claro que después de 450 años los territorios gobernados por los shatavájanas se habían dividido en una serie de estados sucesores. A esta dinastía se le conoce por varios nombres, principalmente como andhras, andhrabhrityas, o shata karnis, todos ellos mencionados en sus monedas, y también en los textos Puranás. Son célebres por ser la primera dinastía india nativa en acuñar monedas con los rostros de sus soberanos, costumbre que habían adoptado en imitación de los gobernantes indogriegos del noroeste, así como también por las contribuciones al arte budista bajo su reinado.

## Orígenes y numismática
La primera capital de los shatavájanas fue la ciudad de Yunnar, que se encontraba cerca de la actual Pune en el estado de Majarastra. Al parecer recibieron el nombre de andhras debido a su ubicación meridional (en sánscrito, la palabra andhra significa ‘sur’), y ―según se cree― el moderno estado de Andhra Pradesh (‘provincia del sur’), sobre el cual gobernaron por varios siglos, recibió su nombre de esta dinastía. Los shatavájanas empezaron como feudatarios de la Dinastía mauria (del norte de India) pero declararon su independencia tras la muerte del emperador Ashoka en el 232 a. C.
Como se mencionó anteriormente, fueron la primera dinastía nativa de la India en acuñar monedas con los rostros de sus soberanos. Esta costumbre la inició el rey Vashishtiptra Shri Pulumavi, quien gobernó el reino Satavájana entre 130 y 158 d. C.
Las monedas nos proporcionan datos esenciales acerca de la cronología del reino, su idioma y sus rasgos físicos (cabello rizado, orejas largas y labios gruesos). Sus monedas eran principalmente de cobre y plomo. Sus monedas de plata por lo general eran acuñadas sobre monedas de la dinastía de los sátrapas occidentales. Aparte de los rostros de los reyes, otros símbolos tradicionales aparecen en sus monedas, tales como elefantes, leones, caballos y estupas budistas. Sus monedas tenían tanto inscripciones en prácrito como en telegú. Este bilingüismo de sus inscripciones genera mucha especulación acerca de sus orígenes étnicos, pues hay estudiosos que los hacen proceder de Majarastra (donde se hablaba una lengua indoaria), mientras que otros los creen nativos de Andhra Pradesh (donde se habla el telugu, una lengua drávida).
Los nombres de sus reyes revelan la existencia de un matriarcado y con ello, condiciones de vida prearias (la sociedad aria era fuertemente patriarcal, mientras que las sociedades de los pueblos dravídicos tenían y todavía tienen en gran medida fuertes elementos matriarcales, lo cual se refleja aún hoy en la situación de la mujer en el norte y en el sur de la India en la actualidad). Por ejemplo uno de sus más grandes reyes se llamaba Gautamiputrasatakarni, es decir ‘orejas bellas, hijo de Gautami (nombre femenino, lo cual muestra que entre los shatavájanas el linaje se establecía entre ellos por vía materna, como entre los pueblos dravídicos de la actualidad). Por otro lado fue esta dinastía la que introdujo la cultura aria del norte en la India meridional. El sánscrito gozó de una situación de superioridad y budistas y brahmanes hinduistas gozaban por igual de la protección estatal.

## Primeros gobernantes
El primer rey independiente de la dinastía fue Simuka, quien reinó desde el 230 a. C. hasta el 207 a. C.
Durante su reinado comenzó la expansión del reino en los estados de Majarastra y Madhia Pradesh. Fue sucedido por su hermano Kanja (Krisna), quien reinó hasta el 189 a. C. y continuó la campaña de conquistas de su hermano tanto hacia el oeste como hacia el sur. El sucesor de éste, Shatakarni I derrotó a la dinastía Shunga del norte de la India y llevó a cabo una serie de yajña (sacrificios védicos) de enorme costo, entre ellos el ashwamedha (sacrificio del caballo). Para esta época la dinastía estaba bien establecida con su capital en Pratisthana Pura (en Mahārāṣṭra) y su poder siendo hegemónico en la mayor parte de la India centromeridional. Los Puranas mencionan a 30 gobernantes de esta dinastía, muchos de los cuales son conocidos también a partir de sus monedas.

## Conflictos con losshakas,yavanasypahlavas
El primer siglo de nuestra era vio la incursión de los shakas (escitas de Asia Central) en la India, donde dieron origen a la dinastía de los sátrapas occidentales. Después del reinado del monarca satavájana Hāla (entre el 20 y el 24 d. C.), hubo un periodo de inestabilidad en el que en 12 años se sucedieron cuatro reyes en el trono del reino Satavájana. Los sátrapas occidentales aprovecharon esta debilidad para apoderarse de la región de Malwa (en el actual Madhia Pradesh) que era territorio de los Satavájana, y la mantuvieron bajo su poder hasta que fue reconquistada por el rey Gautamiputa Shatakarni (106-130 d. C.), tras su victoria sobre el rey shaka Nahapana, con lo cual restauró el prestigio de su dinastía. Además de ser famoso por su victoria sobre los shakas, también lo es por su ferviente apoyo a la religión brahmánica y por su hostilidad a los pueblos invasores (se autotitulaba destructor de los shakas, yavanas y pahlavas; los yavanas eran los gobernantes grecomacedonios y los pajlavas eran los partos). Su hijo y sucesor, VashishtiPutra Pulumayi (130-158) fue, como dijimos anteriormente, el primer rey indio nativo en emitir monedas con sus retratos. El hermano de este, VashishtiPutra Shatakarni se casó con la hija de RudraDharman I de los sátrapas occidentales, pero fue derrotado por su suegro en el campo de batalla, lo cual tuvo un grave efecto sobre el poder y el prestigio de los Satavájana. La dinastía se recuperó de esta derrota en tiempos de Sri Iagñá Stakarni (170-199), quien logró recuperar algo del territorio que había sido perdido ante ellos.

## Logros culturales
Entre los reyes Satavájana se destaca Jala por haber compilado la colección de poemas prácritos conocida como Gaja-sattasai (aunque por evidencias lingüísticas parece que el texto de estos poemas, como se conservan en la actualidad, debe haber sido reeditado unos siglos después).
Los reyes Satavájana también se destacan por sus contribuciones al arte y la arquitectura budista. Las grandes estupas en el valle del río Krisna fueron construidas por ellos, incluida la estupa de Amaravati en Andhra Pradesh. Las estupas fueron decoradas con mármol y esculturas con escenas de la vida de Buda, representado en un estilo esbelto y elegante.

### Esculturas
Madhukar Keshav Dhavalikar escribe que "Las esculturas Satavahana desafortunadamente nunca han sido reconocidas como una escuela independiente a pesar del hecho de que tiene sus propios rasgos característicos distintivos. La más antigua desde el punto de vista cronológico es la de la cueva de Bhaja Vihara, que marca el comienzo del arte escultórico en el dominio Satavahana alrededor del año 200 a.C. Está profusamente decorada con tallados de madera. Está profusamente decorada con tallas, e incluso los pilares tienen un capitel de loto coronado con animales míticos parecidos a esfinges". Dhavalikar también escribe que en Chankama "el panel que se encuentra en el pilar oeste de la entrada norte retrata un acontecimiento muy importante en la vida de Buda. Representa a los devotos, dos a cada lado de lo que parece una escalera, que en realidad es el paseo por el que se supone que Buda caminó. Se dice que Buda, tras alcanzar la Iluminación, pasó cuatro semanas cerca del árbol Bodhi.  De éstas, la tercera semana la pasó caminando por el paseo (chankama) de un lado a otro"{{sfn|Dhavalikar|2004|p=63|ps=: "...el panel que se encuentra en el pilar oeste de la Puerta Norte retrata un acontecimiento muy importante en la vida de Buda. Representa a los devotos, dos a cada lado de lo que parece una escalera, que en realidad es el paseo por el que se supone que Buda caminó. Se dice que Buda, tras alcanzar la Iluminación, pasó cuatro semanas cerca del árbol Bodhi. De éstas, la tercera semana la pasó caminando por el paseo (chankama) de un lado a otro".}
Junto con algunas de las esculturas principales de Satavahana mencionadas anteriormente existían algunas esculturas más-a saber, Dvarapala, Gajalaksmi, Shalabhanjikas, Procesión Real, Pilar Decorativo, etc.

### Bronce
Se han encontrado varias figurillas de metal que podrían atribuirse a los satavahanas. En Bramhapuri también se encontró un tesoro de objetos de bronce únicos. Numerosos artículos obtenidos allí eran indios, pero también reflejaban influencias romanas e italianas. Una pequeña estatua de Poseidón, jarras de vino, y una placa que representa a Perseo y Andrómeda también se obtuvieron de la casa de donde se encontraron los objetos. El elefante fino en el Museo Ashmolean, la imagen de Yaksi en el Museo Británico, y la cornucopia encontrada en Posheri, conservada en Chhatrapati Shivaji Maharaj Vastu Sangrahalaya también puede atribuirse al periodo Satavahana.

### Arquitectura
Las esculturas de la estupa Amaravati y el más amplio estilo Amaravati representan el desarrollo arquitectónico de los períodos Satavahana. Construyeron estupas budistas en Amravati (95 pies de altura). También construyeron un gran número de estupas en Goli, Jaggiahpeta, Gantasala, Amravati Bhattiprolu y Shri Parvatam. Las cuevas IX y X, que contienen pinturas de Ajanta, fueron patrocinadas por Satavahana, y la pintura en todas las cuevas parece haber comenzado con ellas. Las estupas de Ashokan se ampliaron, y los ladrillos y la madera que había antes se sustituyeron por piedra. Los monumentos más famosos son las estupas, entre las que destacan la estupa de Amravati y la estupa de Nagarjunakonda.

### Pinturas
Las pinturas Satavahana son las primeras muestras que se conservan -excluyendo el arte rupestre prehistórico- en la India, y sólo se encuentran en las Cuevas de Ajanta. Hubo dos fases de actividad artística en Ajanta: la primera tuvo lugar entre los siglos II y I a. C., cuando se excavaron las cuevas Hinayana durante el gobierno Satavahana; la segunda, en la segunda mitad del siglo V, bajo los Vakatakas. Los caprichos de la naturaleza y algunos actos vandálicos han hecho mella en las cuevas de Ajanta. Sólo se conservan algunos fragmentos relacionados con los satavahanas en las cuevas 9 y 10, ambas chaitya-grihas con estupas.
La pintura más importante del periodo Satavahana que se conserva en Ajanta es el Chhadanta Jataka de la cueva 10, pero también es fragmentaria. Es una pintura de un elefante llamado Bodhisattva con seis colmillos, relacionada con una historia mitológica. Las figuras humanas, tanto masculinas como femeninas, son típicamente satavahanas, casi idénticas a sus homólogas de las puertas de Sanchi en lo que se refiere a su fisonomía, trajes y joyas. La única diferencia es que las figuras de Sanchi han perdido algo de peso.

## Lista de reyes
Esta lista de los reyes Satavájana ―la más completa, con 30 reyes― está basada en una lista del Matsia-purana (hacia el siglo III d. C.), que los hinduistas consideran «profecías» escritas en el 3100 a. C. (según cálculos astrológicos de Varaja Mijira). 
A veces los números de años de reinado y la datación no coinciden, porque están deducidas de otros textos, inscripciones y monedas encontradas.
- Simuka o Sisuka (reinó entre el 230 y el 207 a. C.).
- Krisna (reinó entre el 207 y el 189 a. C.), reinó 18 años.
- Sri Mal·la-Karni (o Sri Sata-Karni), reinó 10 años.
- Purnotsanga, reinó 18 años
- Skandha Stambhi, reinó 18 años
- Sata-Karni I (195 a. C.), reinó 56 años
- Lambodara, reinó 18 años (reinó entre el 87 y el 67 a. C.).

Posiblemente como vasallos de la Dinastía kanua (entre el 75 y el 35 a. C.):
- Apilaka, reinó 12 años.
- Meghasvati (o Saudasa), reinó 18 años.
- Suati (o Suami), reinó 18 años.
- Skanda Suati, reinó 7 años.
- Majendra Sata-Karni (o Mriguendra Suati-Karna, Sata-Karni II), reinó 8 años.
- Kuntala Sata-Karni (o Kuntala Suati-Karna), reinó 8 años.
- Suati-Karna, reinó 1 año.
- Pulomavi (o Patumavi), reinó 36 años.
- Rikta-Varna (o Arista-Karman), reinó 25 años.
- Jala (reinó entre el 20 y el 24 d. C.), autor del Gatha-sapta-sati, un clásico de la literatura india, reinó 5 años.
- Mandalaka (o Bhavaka o Puttalaka), reinó 5 años.
- Purindra-Sena, reinó 5 años.
- Súndara Sata-Karni, reinó 1 año.
- Chakora Sata-Karni (o Chakora Suati-Karna), reinó 6 meses.
- Shivá-Suati, reinó 28 años.
- Gaatami-Putra Sata-Karni, o Gautami Putra, conocido popularmente como Shalivájan (reinó entre el 25 y el 78 d. C.), reinó 21 años.
- Vasisthi-Putra Sri Pulamavi o Puloma o Puliman (reinó entre el 78 y el 114), reinó 28 años.
- Vasisthi-Putra Sata-Karni (reinó entre el 130 y el 160),
- Shivá Sri o Shivásri, reinó 7 años.
- Shivá-Skanda Sata-Karni (157-159), reinó 7 años.
- Iagñá Sri Sata-Karni (reinó entre el 167-196), reinó 29 años.
- Viyaia, reinó 6 años.
- Chanda Sri Sata-Karni, reinó 10 años.
- Pulomavi IV, reinó 7 años.
- Madhari-Putra Suami Sakasena.

## Declive
Finalmente los Shatavájanas cayeron a consecuencia de las ambiciones crecientes de sus estados vasallos. Varias dinastías se dividieron los territorios del reino: los ábhiras se quedaron con la parte noroccidental y llegaron a suceder a los shatavájanas en su capital Pratishthana Pura, los chutus se quedaron con el sur en Majarastra, los kadambas con el norte de Karnataka y los iksuakus con la región Krisná-Guntur. Dentro de las fronteras del antiguo reino Satavájana surgieron una serie de nuevos estados, el más importante de los cuales fue el de los pallavas de Kanchipuram.